# يربوع صغير خماسي الأصابع
اليربوع الصغير خماسي الأصابع (الاسم العلمي: Allactaga elater) حيوان قارض من فصيلة اليربوعيات، له 5 أصابع، يتوطن في أفغانستان، أرمينيا، أذربيجان، الصين، جورجيا، إيران، كازاخستان، قيرغيزستان، منغوليا، باكستان، روسيا، طاجيكستان، تركيا، تركمانستان وأوزبكستان.